# Navasfrías
Navasfrías és un municipi de la província de Salamanca, a la comunitat autònoma de Castella i Lleó. Limita al Nord-est amb Casillas de Flores, a l'Est amb El Payo, al Sud amb Eljas i Valverde del Fresno (província de Càceres) i a l'Oest amb Sabugal (Portugal).